# 김현화
김현화(金賢華, 1961년 7월 13일 ~ )는 대한민국 숙명여자대학교의 미술대학 회화과 교수, 미술사가, 미술사이다.

## 학력
- 1984년 숙명여자대학교 미술대학 공예전공 학사 (1980학번)
- 1988년 홍익대학교 대학원 미술사 석사
- 1994년 프랑스 파리 제1대학교 대학원 미술사 박사

## 경력
- 숙명여자대학교 미술대학 회화과 조교수
- 숙명여자대학교 미술대학 회화과 부교수
- 숙명여자대학교 미술대학 회화과 교수

## 저서
- 《20세기 미술사-추상미술의 창조와 발전》 한길사, 1999년
- 《경계없는 현대미술》 숙명여자대학교 출판국, 2001년-논문
- 《라킹의 욕망이론관점에서 본 크레모니니 회화분석》
- 《1960년대 인간의 이미지를 표현한 서구조각에 관한 고찰》
- 《니콜라 쇼퍼의 기념비적 미술품으로서의 건축과 도시계획》
- 《19세기 르 살롱과 현대미술의 태동》 서양미술학회지 제5회 학술심포지움, 2000년